# Езбері (Нью-Джерсі)
Езбері (англ. Asbury) — переписна місцевість (CDP) в США, в окрузі Воррен штату Нью-Джерсі. Населення — 270 осіб (2020).

## Географія
Езбері розташоване за координатами 40°41′56″ пн. ш. 75°0′28″ зх. д. / 40.69889° пн. ш. 75.00778° зх. д. (40.698936, -75.007826).  За даними Бюро перепису населення США в 2010 році переписна місцевість мала площу 1,81 км², з яких 1,80 км² — суходіл та 0,02 км² — водойми.

## Демографія
Згідно з переписом 2010 року, у переписній місцевості мешкали 273 особи в 105 домогосподарствах у складі 79 родин. Густота населення становила 151 особа/км².  Було 108 помешкань (60/км²).
Расовий склад населення:
| - 99,3 % — білих - 0,4 % — азіатів |

До двох чи більше рас належало 0,0 %. Частка іспаномовних становила 0,7 % від усіх жителів.
За віковим діапазоном населення розподілялося таким чином: 23,8 % — особи молодші 18 років, 66,7 % — особи у віці 18—64 років, 9,5 % — особи у віці 65 років та старші. Медіана віку мешканця становила 43,4 року. На 100 осіб жіночої статі у переписній місцевості припадало 99,3 чоловіків;  на 100 жінок у віці від 18 років та старших — 100,0 чоловіків також старших 18 років.
Середній дохід на одне домашнє господарство  становив 70 278 доларів США (медіана — 67 986), а середній дохід на одну сім'ю — 74 920 доларів (медіана — 70 500). За межею бідності перебувало 8,6 % осіб, у тому числі 0,0 % дітей у віці до 18 років та 15,4 % осіб у віці 65 років та старших.
Цивільне працевлаштоване населення становило 135 осіб. Основні галузі зайнятості: роздрібна торгівля — 23,7 %, будівництво — 16,3 %, освіта, охорона здоров'я та соціальна допомога — 14,8 %, інформація — 14,1 %.